# بورگتو
بورگتو (به ایتالیایی: Borgetto) یک منطقهٔ مسکونی در ایتالیا است که در استان پالرمو واقع شده‌است.

## خصوصیات
بورگتو ۲۵ کیلومترمربع مساحت و ۷٬۳۹۴ نفر جمعیت دارد و ۲۹۰ متر بالاتر از سطح دریا واقع شده‌است.